# 西北鎮區 (北達科他州基德縣)
西北鎮區（英語：Northwest Township）是位於美國北達科他州基德縣的一個鎮區。

## 地方資料
西北鎮區的面積為89.25平方千米，當中陸地面積為84.94平方千米，而水域面積為4.31平方千米。根據2020年美國人口普查的數據，當地共有人口21人，而人口密度為每平方千米0.24人。